# Igor Federič
Ing. Igor Federič (* 6. říjen 1962, Bratislava) je poslanec Národní rady Slovenské republiky a místopředseda strany SMER - sociální demokracie.

## Profesionální kariéra
Igor Federič absolvoval Stavební fakultu Slovenské technické univerzity v Bratislavě. Pracoval na vrcholových manažerských pozicích v Coop bank, pojišťovnách ERGO, VSP Tatry a v Slovenském plynárenském průmyslu. V současnosti působí jako člen předsednictva strany SMER - sociální demokracie.

## Politická kariéra

### Celostátní úroveň
Igor Federič byl zvolen poslancem Národní rady SR ve volebním období 2002–2006 za stranu SMER, která od 1. ledna 2005 působí pod názvem SMER - sociální demokracie. Byl předsedou Výboru NR SR pro neslučitelnost funkcí a členem Výboru NR SR pro sociální věci a bydlení. Ve volbách v roce 2006 byl znovu zvolen poslancem NR SR a stal se členem výboru NR SR pro lidská práva a postavení žen. Od 4. července 2006 do 7. července 2010 byl vedoucím Úřadu vlády SR. V roce 2010 se opět stal poslancem Národní rady za stranu SMER-SD. Je místopředsedou mandátového a imunitního výboru a členem Výboru NR SR pro finance a rozpočet